# Paolo Calcinaro
Paolo Calcinaro (Fermo, 13 settembre 1977) è un politico italiano, sindaco di Fermo dal 2015.

## Biografia
Nato a Fermo nel 1977, Calcinaro si laurea in Giurisprudenza presso l'Università degli Studi di Bologna nel 2001, ottenendo quindi l'iscrizione all'Albo degli avvocati di Fermo.
Consigliere comunale a Fermo a partire dal 2006, ha ricoperto la carica di vicesindaco nella giunta di centrosinistra di Nella Brambatti dal 2011 fino al 2013, anno in cui lasciò la maggioranza.

### Sindaco di Fermo
Nel 2015, Calcinaro si candida per la carica di sindaco di Fermo alle elezioni amministrative del 2015, sostenuto dalle liste civiche Piazza Pulita e Il Centro. Arrivato secondo al primo turno, Calcinaro viene eletto sindaco al ballottaggio, sconfiggendo il candidato di centro-sinistra.
Il 21 settembre 2020, con il sostegno di 5 liste civiche, viene riconfermato sindaco della città di Fermo al primo turno con il 71,41% contro il 14,77% dell'avversario di centrosinistra.